# Сьерра, Педро
Педро Сьерра (исп. Pedro Sierra; род. Оспиталет-де-Льобрегат, 1966) — один из самых известных современных гитаристов фламенко.

## Биография
Учился у выдающихся учителей фламенко, и в 11 лет уже аккомпанировал таким мастерам канте, как Чоколате и Сордера де Херес. Переехал в Севилью в 1990 году, где давал сольные концерты и аккомпанировал самым выдающимся исполнителям фламенко — кантаорам и байлаорам. Среди них Кармен Линарес, Кристина Ойос, Фарруко, Исраэль Гальван, Ла Суси, Ла Тобала, Марио Майя, Майте Мартин и др.
Педро Сьерра также известен, как композитор: он написал композиции «Цыганский романсеро» для Кристины Ойос, «Хочу тебя видеть здесь» для Мануэля Солера, «Красные туфли» для Исраэля Гальвана и пр., а также музыку к фильму маэстро Фарруко «Свадьбы Глории» исп. «Bodas de Gloria».

Педро Сьерра извлекает звук из самой глубины своей природы, тесно связанной с фламенко, в точной и изысканной манере. Он одну за другой исполняет фальсеты, лежащие на стыке поколений, выточенные щадящей рукой из мрамора нашей памяти.
В марте 2012 года приезжал в Москву с концертами.

## Награды
- Первая премия на национальном конкурсе в Херес-де-ла-Фронтера
- Первая премия на национальном конкурсе исп. Peña "Tertulia Flamenca de Hospìtalet"
- Первая премия на национальном конкурсе в Бадахосе
- Первая премия на национальном конкурсе в Уэльве
- Премия критики за диск-открытие года (диск «Решение»/ исп. «Decisión»).
- Премия за лучшую музыку на бьеннале в Севилья за произведение «Француженка» Пасторы Гальван.[3]

## Дискография
- «К югу от моей гитары»/исп. Al sur de mi guitarra (1999)
- «Решение»/исп. «Decisión» 2001
- исп. Nikelao (2005)
- «Звук фламенко»/исп. El Toque Flamenco (2012)